# Чертеж (печера)
Печера Чертеж — геологічна пам'ятка природи місцевого значення в Україні. Об'єкт розташований на території Тячівського району Закарпатської області, біля села Кричово, в урочищі «Чертеж». 
Площа — 3 га, статус отриманий у 1969 році. Перебуває у віданні: Кричівська сільська рада. 